# Saison 24 des Simpson
Chronologie
Saison 23 Saison 25
La vingt-quatrième saison de la série télévisée d'animation Les Simpson est diffusée aux États-Unis à partir du 30 septembre 2012 sur la Fox. Canal+ ayant abandonné la diffusion des saisons inédites après la vingt-troisième saison, c'est la chaîne belge Club RTL qui assure la première diffusion de la version française, et cela à partir du 3 mars 2014. 
En septembre 2017, la chaîne française W9 annonce avoir acquis les droits de diffusion des saisons 24 à 28. Cette saison est donc diffusée en France depuis le 27 janvier 2018, interrompant ainsi un cycle de plusieurs années sans épisodes inédits de la série en France.
En Suisse, elle était diffusée sur RTS Deux.

## Épisodes
| № | #  | Titre                                                                                | Réalisation       | Scénario                            | Première diffusion                | Code de prod. | Audience (en millions) |
| --- | -- | ------------------------------------------------------------------------------------ | ----------------- | ----------------------------------- | --------------------------------- | ------------- | ---------------------- |
| 509 | 1  | À la recherche de l'ex (Zirconias cubiques sur canapé) Moonshine River               | Bob Anderson      | Tim Long                            | 30 septembre 2012 27 janvier 2018 | PABF21        | 8.08                   |
| Bart participe à un pèlerinage romantique pour retrouver Mary, la seule fille qui l'ait jamais aimé... Invités : Natalie Portman, Anne Hathaway, Sarah Michelle Gellar, Sarah Silverman et Zooey Deschanel |    |                                                                                      |                   |                                     |                                   |               |                        |
| 510 | 2  | Simpson Horror Show XXIII (Spécial Halloween XXIII) Treehouse of Horror XXIII        | Steven Dean Moore | David Mandel et Brian Kelley        | 7 octobre 2012 27 janvier 2018    | PABF17        | 6.57                   |
| - Introduction : L'épisode débute au temps de la civilisation Maya, dans une cité, au pied d'un temple. On retrouve tous les habitants de Springfield, du moins, leurs ancêtres. Afin d'éviter la fin du monde à la fin du treizième baktun, le sacrifice d'Homer est décidé. L'ancêtre d'Homer a été engraissé, et son sacrifice est sur le point de commencer. Heureusement, l'ancêtre de Marge le sort de cette situation. Pour cela, elle aguiche le garde et lui met un sac sur la tête, lui faisant croire qu'ils feront ainsi l'amour. Elle l'envoie ensuite à la place d'Homer, se faire décapiter sans qu'il s'en aperçoive. La mauvaise personne a été décapitée, le Professeur Frink en déduit donc que la fin du monde aura bien lieu, et ce sera en 2012. - La plus grande histoire jamais trouée : Un trou noir - malencontreusement créé lors d'une expérience scientifique financée par Lisa - est découvert par cette dernière puis rapporté dans la cave de la maison. Celui-ci va petit à petit grossir à mesure que les habitants de Springfield y jettent des détritus. À la fin, le trou engloutit toute la ville et les habitants se retrouvent sur une planète inconnue où vivent des extra-terrestres qui pensent que les détritus jetés par le trou noir sont des cadeaux que les humains leur envoient. - Anormale Activité : Homer remarquant que des choses étranges se produisent dans la maison uniquement la nuit, se met à filmer toute activité. La famille démasque le démon ayant l'apparence de Moe que Patty et Selma ont invoqué 30 ans auparavant. Pour sauver ses sœurs, Marge fit un pacte avec lui en lui promettant la vie de son enfant favori. À la fin, Homer sauve la famille en établissant un autre pacte. - L'incroyable aventure de Bart & Homer : Bart ne pouvant se payer une BD à 200 dollars, décide de retourner en 1974 pour ne la payer que 25 cents. Pour ce faire, Bart utilise la voiture du professeur Frink qui est une machine à voyager dans le temps. Bart achète sa bande dessinée et passe par hasard devant l'ancien lycée de Homer et Marge. Volontairement, Bart réduit à néant les chances d'Homer de sortir avec Marge. Bart retourne dans le présent et découvre que son nouveau père est Artie Ziff. Le Homer du passé, qui est rentré dans le coffre de la voiture, rencontre le Homer du présent et à eux deux élaborent un plan dans le but de reconquérir Marge. Ils retournent dans le passé et amènent tous les Homer de l'Histoire avec eux pour reconquérir le cœur de Marge. |    |                                                                                      |                   |                                     |                                   |               |                        |
| 511 | 3  | Naître ou ne pas naître (Bisous de famille) Adventures in Baby-Getting               | Rob Oliver        | Bill Odenkirk                       | 4 novembre 2012 26 janvier 2019   | PABF18        | 5.65                   |
| Marge achète une nouvelle voiture de cinq places mais se rend compte qu'il n'y aura pas assez de place si elle veut avoir un quatrième enfant. Bart, Milhouse, Nelson et Ralph espionnent Lisa qui reçoit des messages secrets... Invité : Jeff Gordon |    |                                                                                      |                   |                                     |                                   |               |                        |
| 512 | 4  | Gone Papi Gone (Le Mari de la chanteuse) Gone Abie Gone                              | Matthew Nastuk    | Joel H. Cohen                       | 11 novembre 2012 26 janvier 2019  | PABF16        | 6.86                   |
| Homer et Marge enquêtent sur le passé d'Abraham qui a fui la maison de retraite tandis que Bart aide Lisa, victime d'un site de poker en ligne... |    |                                                                                      |                   |                                     |                                   |               |                        |
| 513 | 5  | Dan le bouclier (Vire-capo) Penny Wiseguys                                           | Mark Kirkland     | Michael Price                       | 18 novembre 2012 26 janvier 2019  | PABF19        | 5.06                   |
| Dan Gillick (joué par Steve Carell), comptable de Gros Tony, prend la place du mafieux tandis que celui-ci est appelé pour faire partie d'un jury. Il remplace aussi Otto au sein de l'équipe de bowling tandis que Lisa mange des insectes après s'être évanouie lors d'un solo de saxophone... |    |                                                                                      |                   |                                     |                                   |               |                        |
| 514 | 6  | L'Arbre miraculeux (L'arbre qui plantait des hommes) A Tree Grows in Springfield     | Timothy Bailey    | Stephanie Gillis                    | 25 novembre 2012 2 février 2019   | PABF22        | 7.46                   |
| Homer gagne un MyPad en participant aux enchères de l'école. Le concepteur de l'appareil, Steve Mobs, communique avec Homer depuis le paradis à travers la tablette. Pendant ce temps, Ned Flanders fait la découverte d'un arbre miracle dans le jardin des Simpson... |    |                                                                                      |                   |                                     |                                   |               |                        |
| 515 | 7  | La Cool Attitude (Parents biologiques) The Day the Earth Stood Cool                  | Matthew Faughnan  | Matt Selman                         | 9 décembre 2012 2 février 2019    | PABF20        | 7.44                   |
| Homer veut se donner une image plus "cool", et pour cela il s'inspire de ses nouveaux voisins fraîchement arrivés de Portland. Mais Marge désapprouve leur façon d'élever leurs enfants. Le groupe The Decemberists fait une apparition... |    |                                                                                      |                   |                                     |                                   |               |                        |
| 516 | 8  | Nom d'un chien (Un après-midi de chien) To Cur with Love                             | Steven Dean Moore | Carolyn Omine                       | 16 décembre 2012 2 février 2019   | RABF01        | 3.77                   |
| Un incendie à la maison de retraite oblige Grand-père Simpson à revenir chez les Simpson. Homer attrape un tour de reins le jour du déménagement. Pendant qu'il se repose à la maison, il devient accro au jeu "Villageville". Dans sa distraction, il perd le chien de la famille, Petit Papa Noël. Tout le monde est en colère contre lui pour son insouciance, mais Grand-père raconte l'histoire de Bongo, un chiot perdu par Homer dans son enfance... Note : On apprend les origines du bras manquant d'Herman, de l'apparence vestimentaire d'Abraham, des projets professionnels du Chef Wiggum et du nom de Ralph. Wiggum semble plus âgé qu'Homer dans ce flashback mais dans la saison 18 ils avaient le même âge. |    |                                                                                      |                   |                                     |                                   |               |                        |
| 517 | 9  | Homer entre en prépa (Apocalypse t'à l'heure) Homer Goes to Prep School              | Mark Kirkland     | Brian Kelley                        | 6 janvier 2013 2 février 2019     | RABF02        | 8.97                   |
| Après un accident survenu dans un centre commercial, Homer devient paranoïaque et rencontre un groupe de survivalistes entraînés et préparés à une éventuelle fin du monde... |    |                                                                                      |                   |                                     |                                   |               |                        |
| 518 | 10 | Un test avant d'essayer (Monsieur Lhabart) A Test Before Trying                      | Chris Clements    | Joel H. Cohen                       | 13 janvier 2013 2 février 2019    | RABF03        | 5.04                   |
| M. Burns augmente les prix de l'électricité, ce qui oblige Homer à jeter tous ses appareils ménagers inutiles. Il trouve à la décharge un parcmètre dont il se sert pour arnaquer les gens. Un test est passé afin de déterminer le niveau des élèves à l'école et l'unique espoir repose sur Bart qui n'a pas pu passer l'examen... |    |                                                                                      |                   |                                     |                                   |               |                        |
| 519 | 11 | À tuteur-tuteur ennemi (La Relève de la garde) The Changing of the Guardian          | Bob Anderson      | Rob LaZebnik                        | 27 janvier 2013 9 février 2019    | RABF04        | 5.23                   |
| Une tornade fait réfléchir Homer et Marge sur les hypothétiques tuteurs de leurs enfants quand ceux-ci rencontrent un couple cool et branché. Mais quel est leur vrai but ? |    |                                                                                      |                   |                                     |                                   |               |                        |
| 520 | 12 | Les Aléas de l'amour (L'Amour est dans le champ) Love is a Many-Splintered Thing     | Michael Polcino   | Tim Long                            | 10 février 2013 9 février 2019    | RABF07        | 4.19                   |
| Mary Spuckler, la fille de Cletus, revient à Springfield mais Bart ne lui prête pas assez d'attention. Pendant ce temps, Homer contrarie de nouveau Marge et se retrouve dans la niche... |    |                                                                                      |                   |                                     |                                   |               |                        |
| 521 | 13 | Adulte une fois (Capitaine Mini-Kirk) Hardly Kirk-ing                                | Matthew Nastuk    | Tom Gammill et Max Pross            | 17 février 2013 9 février 2019    | RABF05        | 4.57                   |
| Milhouse obtient une nouvelle coupe de cheveux qui le fait ressembler à son père et l'incite à se comporter en adulte. Pendant ce temps, Homer se passionne pour les livres-jeux de recherche d'objets cachés et Marge essaie d'éloigner Maggie de la télévision... |    |                                                                                      |                   |                                     |                                   |               |                        |
| 522 | 14 | Charmeur grand-père (Grand-p'pa le magnifique) Gorgeous Grampa                       | Chuck Sheetz      | Matt Selman                         | 3 mars 2013 9 février 2019        | RABF06        | 4.66                   |
| L'obsession d'Homer pour Storage Wars fait découvrir à la famille une partie du passé d'Abraham. Le croyant d'abord gay, ils découvrent grâce à Monsieur Burns qu'Abe était autrefois un catcheur réputé pour sa mauvaise conduite. Poussé par Burns, Abe remonte sur scène mais quand Bart se met à développer la même éthique que son grand-père, celui-ci décide d'agir... |    |                                                                                      |                   |                                     |                                   |               |                        |
| 523 | 15 | Au beurre noir (Un poing c'est tout) Black-Eyed, Please                              | Matthew Schofield | John Frink                          | 10 mars 2013 9 février 2019       | RABF09        | 4.85                   |
| Les parents de Flanders sont venus lui rendre visite. Ils prennent du bon temps avec Homer, ce que Flanders n'apprécie pas : il décoche un violent coup de poing dans l'œil de son voisin. Pendant qu'il tente de se faire pardonner, Lisa cherche à comprendre les raisons de la haine de sa professeur remplaçante à son égard... |    |                                                                                      |                   |                                     |                                   |               |                        |
| 524 | 16 | Super Zéro (Le Chevalier gris) Dark Knight Court                                     | Mark Kirkland     | Billy Kimball et Ian Maxtone-Graham | 17 mars 2013 16 février 2019      | RABF10        | 4.89                   |
| Bart est accusé d'avoir rempli les instruments de la chorale de l'école d’œufs. Lisa, convaincue de son innocence, lui sert d'avocate à son procès dans un tribunal pour enfants pendant que Burns se prend pour un super-héros... |    |                                                                                      |                   |                                     |                                   |               |                        |
| 525 | 17 | Ce que veulent les femmes animées (Ce que femme de BD veut) What Animated Women Want | Steven Dean Moore | J. Stewart Burns                    | 14 avril 2013 16 février 2019     | RABF08        | 4.11                   |
| Marge en a assez du comportement d'Homer et celui-ci part se réfugier dans la nourriture chez un restaurateur Japonais qui lui conseille de raviver des promesses qu'il avait autrefois tenues afin de sauver son mariage. Sa femme, nouvelle conseillère de l'école, incitera Milhouse à adopter une nouvelle personnalité afin d'impressionner Lisa... |    |                                                                                      |                   |                                     |                                   |               |                        |
| 526 | 18 | Pinaise fiction (Prêtre, pas prêtre, j'y vais) Pulpit Friction                       | Chris Clements    | Bill Odenkirk                       | 28 avril 2013 16 février 2019     | RABF11        | 4.54                   |
| La ville subit une invasion d'insectes. Personne ne veut écouter le révérend Lovejoy qui décide de démissionner pour devenir vendeur de jacuzzis. Le nouveau révérend à l'allure plus charismatique embauche Homer pour devenir diacre mais lorsque son père s'intéresse trop à la religion, Bart recourt à l'aide de Flanders pour que Lovejoy revienne. Pendant ce temps, Marge s'aperçoit que sa robe de mariée a été involontairement échangée contre un costume de Krusty le clown... |    |                                                                                      |                   |                                     |                                   |               |                        |
| 527 | 19 | Whisky Bizness (L'habit fait pas le Moe) Whiskey Business                            | Matthew Nastuk    | Valentina L. Garza                  | 5 mai 2013 16 février 2019        | RABF13        | 4,43                   |
| Moe trouve un nouveau but dans sa vie, quand des riches producteurs viennent s'intéresser à son whisky. Pendant ce temps, Lisa s'oppose à ce qu'une projection holographique de Murphy Gencives Sanglantes soit diffusée lors d'un concert et Abraham se blesse en surveillant Bart, ce qui permet à ce dernier de surveiller son grand-père et d'éviter d'être pris en charge par le personnel de la maison de retraite... |    |                                                                                      |                   |                                     |                                   |               |                        |
| 528 | 20 | Un talent caché (La Leçon de pia-d'oh) The Fabulous Faker Boy                        | Bob Anderson      | Brian McConnachie                   | 12 mai 2013 16 février 2019       | RABF12        | 4,16                   |
| Marge encourage Bart à prendre des leçons de piano. Il retrouve confiance en lui grâce à l'aide de Zhenya, professeur particulier de piano que Marge paye en apprenant à conduire au père Russe de Zhenya. Homer se retrouve complètement chauve et cache sa calvitie à sa femme... |    |                                                                                      |                   |                                     |                                   |               |                        |
| 529 | 21 | La Saga de Carl The Saga of Carl                                                     | Chuck Sheetz      | Eric Kaplan                         | 19 mai 2013 23 février 2019       | RABF14        | 4.01                   |
| Quand Homer et ses amis gagnent le gros lot, Carl s'enfuit vers l'Islande sa terre natale en empochant tout l'argent. Les trois autres se lancent à sa poursuite... |    |                                                                                      |                   |                                     |                                   |               |                        |
| 530 | 22 | Les Dangers du train (On prend toujours un train) Dangers on a Train                 | Steven Dean Moore | Michael Price                       | 19 mai 2013 23 février 2019       | RABF17        | 4.52                   |
| Marge, à la suite d'une erreur de destination, se retrouve sur un site destiné aux couples infidèles... |    |                                                                                      |                   |                                     |                                   |               |                        |

## Célébrités invitées
- Justin Bieber[26]
- Sigur Ros[27]
- Seth MacFarlane[26]
- The Decemberists
- Steve Carell